# Cyrba ocellata
Cyrba ocellata är en spindelart som först beskrevs av Kroneberg 1875.  Cyrba ocellata ingår i släktet Cyrba och familjen hoppspindlar. Inga underarter finns listade i Catalogue of Life.